# Max Haushofer (scrittore)
Max Haushofer (Monaco di Baviera, 23 aprile 1840 – Bolzano, 10 aprile 1907) è stato uno scrittore, economista e giurista tedesca.

## Biografia
Secondogenito dell'omonimo paesaggista e della moglie Anna, Max Haushofer nacque a Monaco nel 1840 e crebbe a Praga, dove il padre insegnava. Nel 1857 tornò con la famiglia a Monaco, dove concluse gli studi superiori l'anno successivo al Maximiliansgymnasium München. 
Successivamente conseguì la laurea e il dottorato in giurisprudenza all'Università di Monaco e nel 1866 ottenne anche l'abilitazione per svolgere l'attività forense. Fu professore associato di giurisprudenza all'Università tecnica di Monaco dal 1868 al 1880, anno in cui divenne professore ordinario.
In aggiunta alle pubblicazioni scientifiche di argomento giuridico ed economico, fu autore di numerosi racconti, poesie, drammi e fiabe, nonché molteplici articoli per la Süddeutsche Monathefte. Per la sua attività letteraria fu candidato al Premio Nobel per la letteratura nel 1906.
Sposato con Adele Fraas (figlia di Karl Nikolas), ebbe tre figli: il politologo Karl, la pittrice Marie e il disegnatore Alfred Haushofer. Dopo essere rimasta vedovo nel 1872, convolò a seconde nozze con la scrittrice Emma Haushofer-Merk. Morì a Gries-San Quirino un paio di settimane prima del suo sessantasettesimo compleanno e fu sepolto a Fraueninsel.

## Opere
- Gedichte, 1864

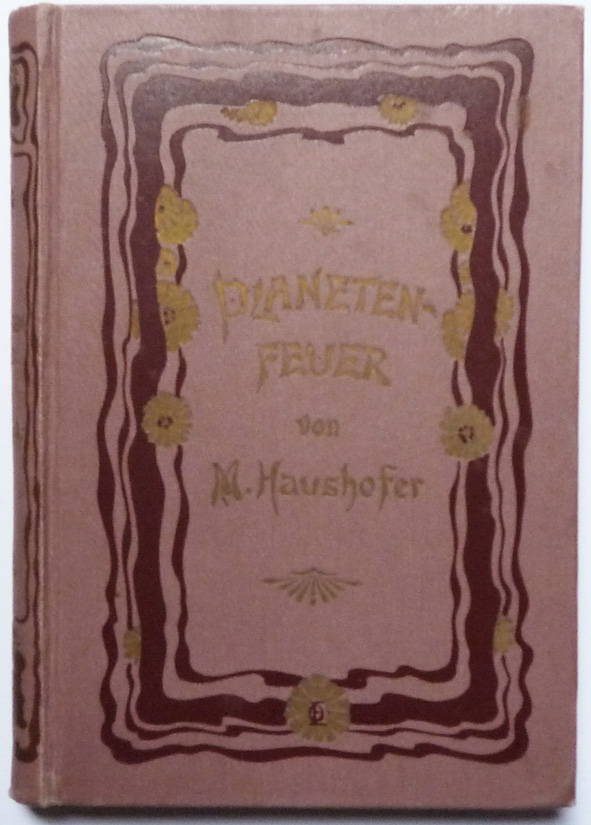
Planetenfeuer (Stoccarda, 1899)

- Grundzüge des Eisenbahnwesens, 1873
- Der Industriebetrieb, 1874
- Eisenbahngeographie, 1875
- Unhold der Höhlenmensch, 1880
- Lehr- und Handbuch der Statistik, 1872
- Der ewige Jude, 1886
- Geschichten zwischen Diesseits und Jenseits, 1888
- Die Verbannten, 1890
- Arbeitergestalten aus den bayerischen Alpen. 1890
- Alpenlandschaft und Alpensage, 1891
- Grundzüge der politischen Ökonomie, 1894
- Das deutsche Kleingewerbe, 1885
- Der moderne Sozialismus, 1896
- Lebenskunst und Lebensfragen, Ravensburg 1897
- Allerhand Blätter. Geschichten, 1898
- Planetenfeuer, 1899
- Oberbayern, München und bayerisches Hochland, 1900
- Der kleine Staatsbürger, 1902
- Bevölkerungslehre, 1903
- Die Landschaft, 1903
- Tirol und Vorarlberg, 1903
- Das Jenseits, 1905
- Prinz Schnuckelbold, 1906
- An des Daseins Grenzen, 1908